# Абиогенное происхождение нефти
Абиоге́нное происхожде́ние не́фти (неоргани́ческое, или минеральное, происхождение нефти) — теории происхождения нефти, согласно которым она образовывалась из различных элементов неорганического происхождения, в ходе химических реакций, происходящих на больших глубинах при высоких температурах и давлении.
Теории первичности залежей нефти являются альтернативными по отношению к теориям органического нефтеобразования.

## История
Гипотезы, предлагающие абиогенное происхождение неоднократно высказывались различными учёными до развития передовых методов аналитической химии начала-середины XX века и появления масс-спектрометрии.
- 1851 — теория химика Марселена Бертло[2].
- 1877 — карбидная теория Дмитрия Менделеева[3][4].

Гипотеза неорганического происхождения нефти базируется на том, что углеводороды образуются в мантийных очагах вследствие неорганического синтеза на сверхбольших глубинах в условиях колоссальных давлений и высоких температур из неорганического углерода и водорода.
Абиогенные гипотезы были возрождены в 1950-х годах, однако публиковались в основном только на русском языке. Абиогенная гипотеза стала более популярной на Западе благодаря астроному Томасу Голду, публиковавшему свои исследования на английском языке.
Хотя абиогенная гипотеза была принята многими геологами в СССР, она утратила авторитет в конце XX века, потому что не позволяла делать эффективных прогнозов по открытию новых нефтяных месторождений. Подавляющее количество доказательств свидетельствует в пользу происхождения добываемой человечеством нефти согласно биогенной теории.

## Гипотезы
В зарубежных научных обзорах выделяют две наиболее распространённые абиогенные гипотезы происхождения нефти:

### Гипотезы глубинного нефтеобразования
Советская гипотеза глубинного абиогенного происхождения нефти из первичных минералов планеты. Основы гипотезы были представлены Н. А. Кудрявцевым в выступлениях на всесоюзных нефтяных конференциях, и в статье 1951 года. Затем она развивалась в работах С. Иванова и К. Иванова, Ю. Н. Фёдорова, Л. А. Петрова, В. Б. Порфирьева (СССР), A. M. Cruse, J. S. Seewald (США) и других.
Несмотря на популярность в русскоязычной науке, крупнейшие нефтяные залежи волжского и уральского регионов были открыты до популяризации гипотезы; предсказания теорий Кудрявцева и Порфирьева были слишком абстрактными и расплывчатыми, чтобы помочь в открытии залежей.
В 1979—1998 годах опубликована гипотеза Томаса Голда о происхождении нефти из глубинного метана, исходящего из мантии Земли. Голд допускал, что этот метан может частично перерабатываться при участии микроорганизмов (глубокая горячая биосфера), что, по его мнению, должно объяснять присутствие в нефти биомаркеров. Однако, для существования бактерий требуется температура не выше 110—150 градусов Цельсия на глубинах не более 5—10 км, но преобразование метана в более сложные углеводороды происходит лишь при давлениях более 30 килобар, что соответствует глубинам порядка ста километров.
Данные, полученные при сверхглубоком бурении, свидетельствуют в пользу глубинного происхождения нефти. Формирующая нефть система «водород-углерод» метастабильна. При низких давлениях все тяжёлые углеводороды нестабильны по отношению к метану и стехиометрическому количеству водорода. Метан не полимеризуется в тяжёлые углеводороды при низких давлениях и любых температурах. Однако увеличение температуры при низких давлениях увеличило бы скорость разложения тяжёлых углеводородных молекул. Поскольку химические потенциалы всех биотических молекул уступают химическому потенциалу метана, то такие углеводороды не могут самообразоваться из любых биотических молекул. Для синтеза углеводородных систем, сходных по составу с природными, необходима температура 700—1800 К и давление 15—80 кбар — такие, какие имеются в верхней мантии Земли на глубинах 50—240 км. Через глубинные разломы образовавшиеся в мантии углеводороды проникают в земную кору, где и образуют нефтегазовые месторождения. Это происходит преимущественно на окраинных и внутренних рифтах океанических и континентальных литосферных плит и в других зонах глубинных разломов фундамента осадочных бассейнов.
Эксперименты советских, российских, американских, западноевропейских и китайских учёных показали: из неорганических компонентов при высоких давлениях и температурах, сходных с условиями верхней мантии Земли, синтезируется смесь тяжёлых углеводородов, сходная по своему составу с природной нефтью, количество которой возрастает с ростом давления. Таким образом, наличие в нефти тяжёлых углеводородов свидетельствует о высоких давлениях её генерации. А присутствие биомаркеров в природных нефтях может быть связано не с их органическим происхождением, а с накоплением в ходе фильтрации через осадочные слои, содержащие органические вещества.
Теории неорганического нефтеобразования имеют то преимущество, что позволяют объяснить наличие в сырой нефти определённых количеств водорода. Как правило, в морских органических осадках содержится примерно 7—10 % водорода, а в сырой нефти 11—15 % водорода. Одной из задач теории органического происхождения является указать источник водорода, необходимого для объяснения этой разницы. Свободный водород в осадочных породах обычно не обнаруживается, возможно, потому, что он является самым лёгким из всех газов, а также самым подвижным. Он может проникать в горные породы, которые непроницаемы для других газов и, таким образом, уходит. Кроме того, это одно из самых активных простых веществ. Однако свободный водород выделяется в больших объёмах и обнаруживается в фумаролах. Образование вулканического водорода можно объяснить возможным восстановлением воды с помощью магнетита (который окисляется до гематита) из перегретого пара по следующей реакции:
 2Fe3O4+H2O → 3Fe2O3+H2

## Проблема исчерпания запасов углеводородов
Конечность запасов нефти в земной коре позволяет сделать вывод, что объём общемировой добычи нефти достигнет пика, после чего неизбежно начнёт снижаться (пик нефти) и не сможет полностью удовлетворить спрос, при этом процесс извлечения нефти будет усложняться, требуя всё больших экономических и энергетических затрат. Концепция пика нефти иногда рассматривается как противоречивая, однако является прямым следствием из конечности запасов нефти (невозможно извлечь больше нефти, чем было создано природой за сотни миллионов лет) и представляет собой важнейшую преграду для цивилизации, основанной на потреблении углеводородных ресурсов и на постоянном росте количества потребляемых ресурсов.
Некоторые сторонники абиогенных гипотез заявляли, что исчерпание запасов нефти и углеводородов не грозит человечеству благодаря продолжающемуся образованию новых формаций нефти и газа. Однако, было показано, что вне зависимости от пути образования нефти, её добыча ведётся слишком большими темпами, и пик нефти неизбежно будет достигнут.
По отношению к исчерпаемости нефти абиогенные гипотезы можно разделить на слабые и сильные. В слабых абиогенных гипотезах утверждается, что скорость создания и накопления углеводородов соответствует скоростям накопления в биогенных теориях образования нефти. Таким образом, даже в случае корректности таких гипотез пик нефти будет достигнут, так как человечество добывает и потребляет нефть в значительно большем темпе (сотни лет), чем она создаётся в природе (сотни миллионов лет).
Сильные абиогенные гипотезы предсказывают, что нефть формируется со значительно бо́льшими скоростями (в десятки тысяч раз быстрее, чем в биогенных теориях), достаточными для того, чтобы заместить всю нефть, добываемую людьми из резервуаров. Например, может утверждаться, что эксплуатируемый резервуар соединён с неким сверхглубоким запасом нефти, медленно пополняющим резервуар. Однако в какой-то момент темп добычи сравняется с темпом возобновления нефти, а потом превысит его, и пик нефти всё равно будет достигнут. Сторонники абиогенных гипотез не предоставляли свидетельств в пользу сильных вариантов в работах, опубликованных в научных журналах, но подобные заявления могут встречаться в массовых СМИ без приведения количественных оценок в соответствии с научной методологией.